# LIVE AT BUDOKAN 〜RED NIGHT & BLACK NIGHT APOCALYPSE〜
『LIVE AT BUDOKAN 〜RED NIGHT & BLACK NIGHT APOCALYPSE〜』（ライブ・アット・ブドウカン 〜レッド・ナイト・アンド・ブラック・ナイト・アポカリプス〜）は、BABYMETALの3作目の映像作品。

## 概要
2014年に日本武道館で開催されたワンマンライブ2daysの模様を収めており、2015年1月7日にDVD版、Blu-ray版の2形態で発売された。また、メンバーズサイト「- THE ONE -」会員限定で数量限定販売の「LIVE AT BUDOKAN "BUDO-CAN"- THE ONE - LIMITED BOX」版（ライブアルバム『LIVE AT BUDOKAN 〜BLACK NIGHT〜』、コルセット、キーホルダーなどが付属）もリリースされた。なお、2015年10月30日にはEU盤も販売された。

## チャート成績

### JP盤
オリコンチャートにて、Blu-ray版が発売初週となる2015年1月19日付の週間Blu-ray総合ランキングで1万7千枚を売上げ1位を記録した。平均年齢15.7歳でのBlu-ray総合ランキング1位の獲得は、同ランキング1位を獲得した女性アーティストのうち歴代最年少記録であり、ももいろクローバーZが『ももいろクリスマス2011 さいたまスーパーアリーナ大会』(Blu-ray版)発売時に記録した平均年齢16.6歳を更新する最年少記録となった。

### EU盤
イギリスのオフィシャル・チャート・カンパニーの2015年11月1日付ミュージック・ビデオ・チャートで14位にチャートインした。

## 収録内容
- 赤い夜 LEGEND“巨大コルセット祭り” 〜天下一メタル武道会ファイナル〜 2014/03/01 at 日本武道館 
  1. メギツネ
  2. ド・キ・ド・キ☆モーニング
  3. ギミチョコ!!
  4. いいね!
  5. Catch me if you can
  6. ウ・キ・ウ・キ★ミッドナイト
  7. 悪夢の輪舞曲
  8. おねだり大作戦
  9. 4の歌
  10. 紅月-アカツキ-
  11. BABYMETAL DEATH
  12. ヘドバンギャー!!
  13. イジメ、ダメ、ゼッタイ

- 黒い夜 LEGEND“DOOMSDAY” 〜召喚の儀〜 2014/03/02 at 日本武道館 
  1. BABYMETAL DEATH
  2. いいね!
  3. 君とアニメが見たい 〜Answer for Animation With You
  4. おねだり大作戦
  5. 4の歌
  6. NO RAIN, NO RAINBOW
  7. 紅月-アカツキ-
  8. Catch me if you can
  9. ウ・キ・ウ・キ★ミッドナイト
  10. ギミチョコ!!
  11. 悪夢の輪舞曲
  12. メギツネ
  13. イジメ、ダメ、ゼッタイ
-ENCORE-
  14. ド・キ・ド・キ☆モーニング
  15. ヘドバンギャー!!

## 参加ミュージシャン
神バンド（バックバンド）
- メンバー
  - 大村孝佳 - ギター
  - Leda - ギター
  - BOH - ベース
  - 青山英樹 - ドラムス